# Cacabelos
Cacabelos (en leonés Cacabieḷḷos) es un municipio y villa española de la provincia de León, en la comunidad autónoma de Castilla y León. Se encuentra en la comarca de El Bierzo y cuenta con una población de 4735 habitantes (INE 2024).

## Geografía

### Localización
Cacabelos está situado en el oeste de la provincia de León, España, entre 478 y 700 metros de altitud, en el centro de El Bierzo, cuenca intramontañosa de origen tectónico, formada por materiales sedimentarios, que se ve surcada de valles de dirección norte-sur, abiertos por los ríos que bajan de la sierra de Ancares, cordillera Cantábrica y montes de León y dejan entre sí interfluvios de formas alomadas, cerros aislados y varios conjuntos de terrazas deformadas por la erosión.
El municipio se alarga a la vera del curso bajo del Cúa, río que ha excavado en los sedimentos arcillosos un valle de amplios horizontes que topográficamente, presenta vertientes suaves, tiene forma de punta de flecha. Sus bordes, al este y oeste —cinco kilómetros en su parte más ancha— son las lomas de los interfluvios que descienden suavemente hacia el sur —unos siete kilómetros—, a veces tajadas por arroyos, como el de los Cucos o Valdepedroño.

### Clima
El clima de esta zona de El Bierzo Bajo se caracteriza por una temperatura media anual suave, en torno a los 12 °C. Los inviernos son fríos y con frecuentes nieblas; los veranos suaves, aunque no son raros los días con temperaturas muy altas. Las precipitaciones, una o dos veces al año en forma de nieve, son relativamente abundantes, aunque desigualmente distribuidas: la media supera los 645 mm, siendo el invierno y la primavera las estaciones más lluviosas.

## Vegetación
El relieve, las aguas y el clima juegan un destacado papel en la vegetación, muy modificada por la acción antrópica. Solo al norte, en las zonas más elevadas de Villabuena y Quilós, perviven restos de la vegetación característica de antaño, robles y encinas. Hoy abundan los árboles de ribera, chopos, alisos o humeiros, sauces y, especialmente, frutales (cerezos, que son los árboles que, con la vid, mejor caracterizan nuestro municipio), además de algunos nogales y castaños.

## Historia

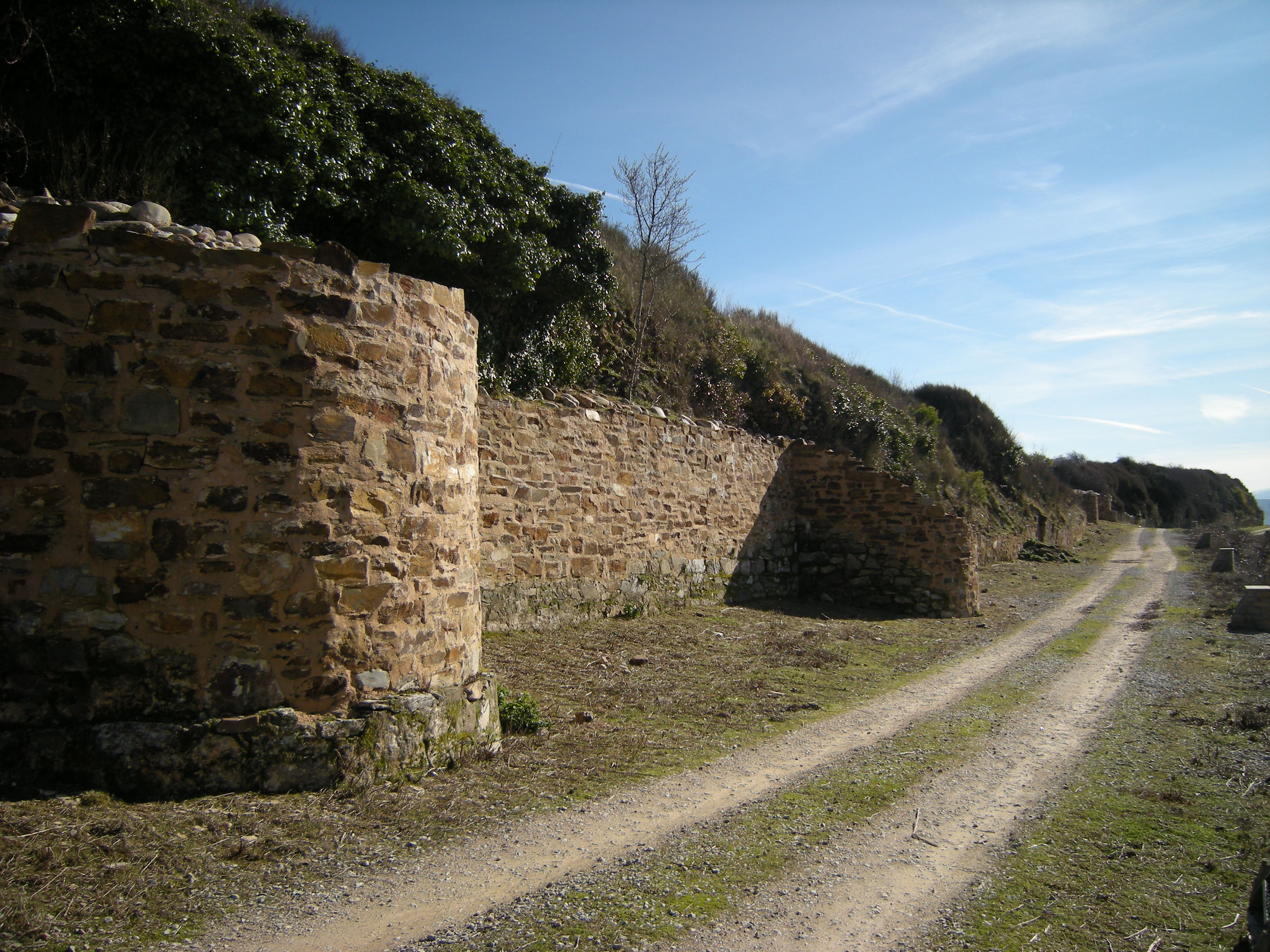
Murallas de Castro Ventosa, donde tradicionalmente se ha situado el castro astur de Bergidum Flavium

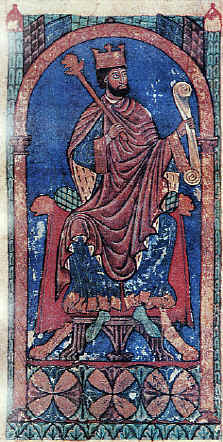
Alfonso VII de León donó Cacabelos al arzobispo Gelmírez en 1138

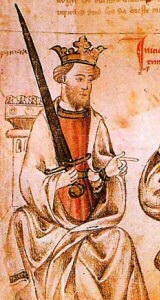
Sancho IV concedió en 1291 el derecho a una feria anual de quince días de duración a Cacabelos

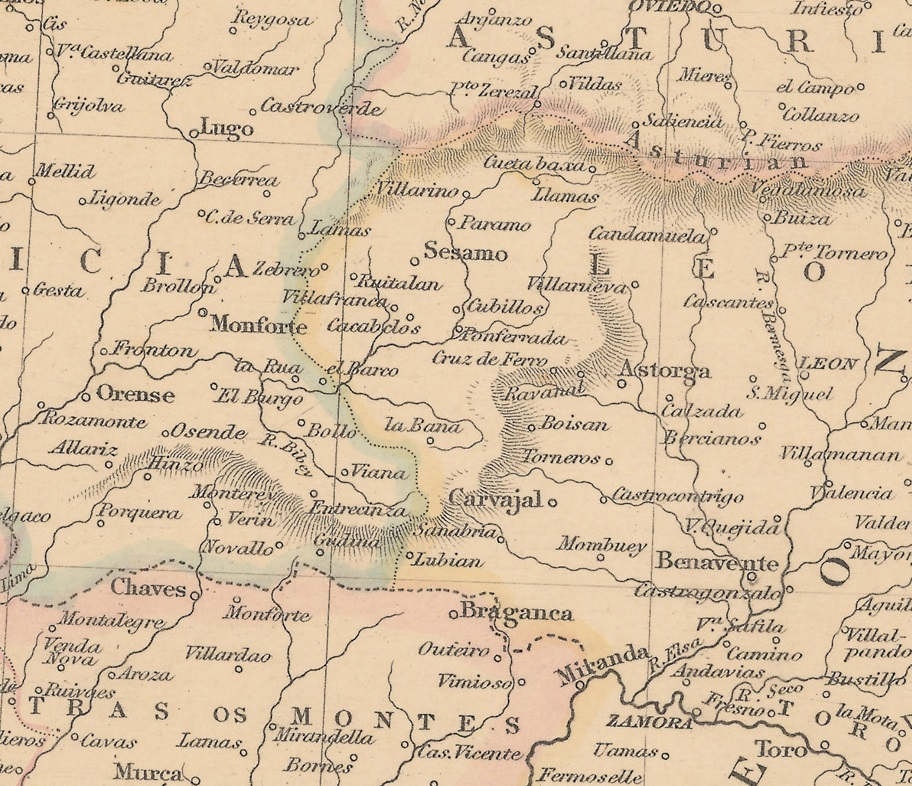
Detalle del mapa Spain and Portugal, realizado en 1838 por John Betts, en el que se puede observar Cacabelos

### Prehistoria
Los datos más antiguos sobre el poblamiento de Cacabelos se remontan al Paleolítico, como atestiguan los artefactos líticos hallados en las terrazas del Cúa. Hay que esperar, sin embargo, a la Edad del Bronce y a la Segunda Edad del Hierro para encontrar restos abundantes —objetos metálicos, molinos de barquilla, cerámicas— de la cultura castreña, bien representada por Castro Vizcaíno y, sobre todo por Castro Ventosa, donde tradicionalmente se ha situado la Bergida prerromana que mencionan Floro y Orosio.

### Edad Antigua
Fueron esos autores, Floro y Osorio, los que relatan las guerras contra los astures (25 - 19 a. C.) que concluirían con la toma de Bergida. El intenso proceso de romanización de la comarca queda perfectamente reflejado en la aparición de Bergidum Flavium, ciudad que algunos autores sitúan en el llano, a la altura del actual cementerio de Cacabelos y a la que mencionan Ptolomeo y el itinerario de Antonino. Bergidum fue el centro administrativo de los numerosos yacimientos auríferos que los romanos explotaron en El Bierzo, algunos incluso en el propio municipio, como el de los Lagos de Villabuena.
En el siglo V, los suevos se asientan en el noroeste, territorio que en el siglo siguiente será anexionado por los visigodos. El parroquial suevo incluye a Bergido en la diócesis de Astorga, signo de la presencia de ese pueblo en el municipio; la moneda de Sisebuto, acuñada en Bergido, y San Valerio en su autobiografía hablan también del poblamiento visigodo en el solar de esta villa.

### Edad Media
Bergido no desapareció con la invasión agarena a comienzos del siglo VIII. Pervive como núcleo importante con el nombre de Ventosa. Luego fue decayendo hasta su más completo abandono y olvido.
Cacabelos se menciona por primera vez en el siglo X, en la donación de Bermudo II de León al monasterio de Carracedo. En 1108 el arzobispo de Santiago, Diego Gelmírez, lo reconstruye y erige su iglesia de Santa María, que aún conserva su viejo ábside. Dicha reconstrucción provocaría una enconada disputa con el obispo de Astorga, pues la villa se hallaba en territorio de esa diócesis. La disputa concluyó con la donación de la villa por Alfonso VII de León a aquel arzobispo en 1138, hecho que singularizará a Cacabelos, pues no solo será jurisdicción del arzobispo, sino que pertenecerá a aquella lejana diócesis hasta 1890. En ese siglo XI también se mencionan Villabuena, donde existe un palacio real, y Pieros, cuya iglesia consagraría en 1086 el obispo Osmundo.
La villa, al lado de un puente, en pleno Camino jacobeo, creció de forma ininterrumpida durante la Edad Media, como lo testimonian sus iglesias (Santa María de la Plaza, Santa María de la Edrada y Santa María «circa pontem») y hospitales (San Lázaro, Santiago, Santa Catalina, Alfonso Cabirto, Inés Domínguez). La población prosperó por su riqueza agrícola y el comercio de peregrinos y pobladores francos; además tuvo una aljama judía.
Un nuevo aliciente en el crecimiento de la villa fue la concesión por Sancho IV, en 1291, de una feria anual de quince días de duración, celebrada en las fiestas de la Cruz de Mayo, a la que posteriormente se añadirían otras ferias en San Miguel y San Bartolomé. En Villabuena, por su parte, se construirá, en el siglo XIII, el monasterio de San Guillermo, de monjas cistercienses en cuyos dominios jurisdiccionales se encuentran los pueblos de Quilós y Arborbuena, mencionados por primera vez en ese siglo.

### Edad Moderna
Al comienzo de la Edad Moderna, Cacabelos se integra en el marquesado de Villafranca del Bierzo, heredero del conde de Lemos, a quien el arzobispo Rodrigo de Luna había donado la villa en 1458. También pasarían a esas manos los lugares de Quilós, Arborbuena y Villabuena, por compra a la abadesa de San Guillermo, poco antes de la integración de ese monasterio al de San Miguel de las Dueñas. En esos siglos Cacabelos fue una villa de unos mil habitantes, con varias iglesias —parroquial del siglo XVI y las Angustias del XVIII— y ermitas y un hospital, el de San Juan, en el que se concentraron las rentas y bienes de los anteriores. A su lado Quilós, Pieros o Villabuena fueron pequeñas aldeas que juntas apenas superaron los cien vecinos.
Por otro lado, debido a la adscripción territorial desde la Alta Edad Media del territorio cacabelense al reino leonés, durante toda la Edad Moderna las localidades del municipio formaron parte de la jurisdicción del Adelantamiento del reino de León.

### Edad Contemporánea
El siglo XIX se inicia con la Guerra de la Independencia. Aquí, en los primeros días de enero de 1809, se enfrentaron ingleses y franceses en una batalla en la que moriría el general francés Colbert. Con la llegada del liberalismo y la desaparición de los señoríos jurisdiccionales, Cacabelos se convirtió en municipio, en el que se integraron la villa de Cacabelos y los pueblos de Quilós, Arborbuena y Pieros. Asimismo, en la división provincial de 1821, Cacabelos y el resto de localidades del municipio pasaron a formar parte de la provincia de Villafranca, si bien al perder ésta su estatus provincial al finalizar el Trienio Liberal, con la creación de las actuales provincias en la división de 1833, Cacabelos y el resto de localidades del municipio pasaron a estar adscritas a la provincia de León, dentro de la Región Leonesa.
Por otro lado, a finales del siglo XIX e inicios del XX, la crisis de la filoxera conllevó la desaparición de la mayor parte del extenso viñedo que poseía el municipio, provocando una fuerte recesión económica y un leve descenso demográfico. Solo bien entrado el siglo XX se recuperó el viñedo con injertos americanos, lo que favorecerá la aparición de numerosas e importantes bodegas y una cooperativa de vinos. Al compás de esta recuperación económica creció la población: parques y plazas, colegio público e instituto de bachillerato, centro de salud y residencia de la Tercera Edad, polideportivo y piscinas. Hoy el municipio de Cacabelos lo integran las localidades de Cacabelos, Quilós, Pieros y Arborbuena, además de Villabuena y San Clemente que se incorporaron voluntariamente al municipio en los años ochenta del siglo pasado.

## Demografía
Cuenta con una población de 4735 habitantes (INE 2024).
| Gráfica de evolución demográfica de Cacabelos entre 1842 y 2021                                                       |
| |
| Población de derecho según los censos de población del INE. Población de hecho según los censos de población del INE. |

#### Núcleos de población
El municipio se divide en varios núcleos de población, que poseían la siguiente población en 2017 según el INE.
| Núcleo de población | Población |
| ------------------- | --------- |
| Cacabelos           | 4233      |
| Quilós              | 639       |
| Villabuena          | 195       |
| Pieros              | 36        |
| San Clemente        | 30        |
| Arborbuena          | 19        |

## Economía
Cacabelos tiene una importancia estratégica en el sector vinícola, con numerosas bodegas productoras de Vinos de la Denominación de Origen Bierzo.

## Política
| Partido político                         | 2015  | 2015       |       | 2019       |       | 2023       |
| Partido político                         | %     | Concejales | %     | Concejales | %     | Concejales |
| Partido Popular (PP)                     | 39,89 | 6          | 33,34 | 5          | 36,58 | 4          |
| Partido Socialista Obrero Español (PSOE) | 38,99 | 5          | 25,06 | 4          | 46,53 | 6          |
| Alternativa Ciudadana de Cacabelos       | 10,86 | 1          | 15,70 | 2          |       |            |
| Izquierda Unida (IU)                     | 6,91  | 1          | 12,92 | 2          | 8,84  | 1          |

## Sanidad
Cuenta con un centro de salud en la localidad, gestionado por Sacyl (Sanidad de Castilla y León, ente público autonómico encargado de la materia), perteneciente al área de salud de El Bierzo. Se trata del centro sanitario de atención primaria de referencia para buena parte de los municipios del Bierzo Central y Bierzo Oeste, como Camponaraya, Carracedelo, Toral de los Vados o Villafranca del Bierzo.
Para una atención más especializada, a 8 kilómetros de Cacabelos se encuentra el Hospital del Bierzo.

## Cultura

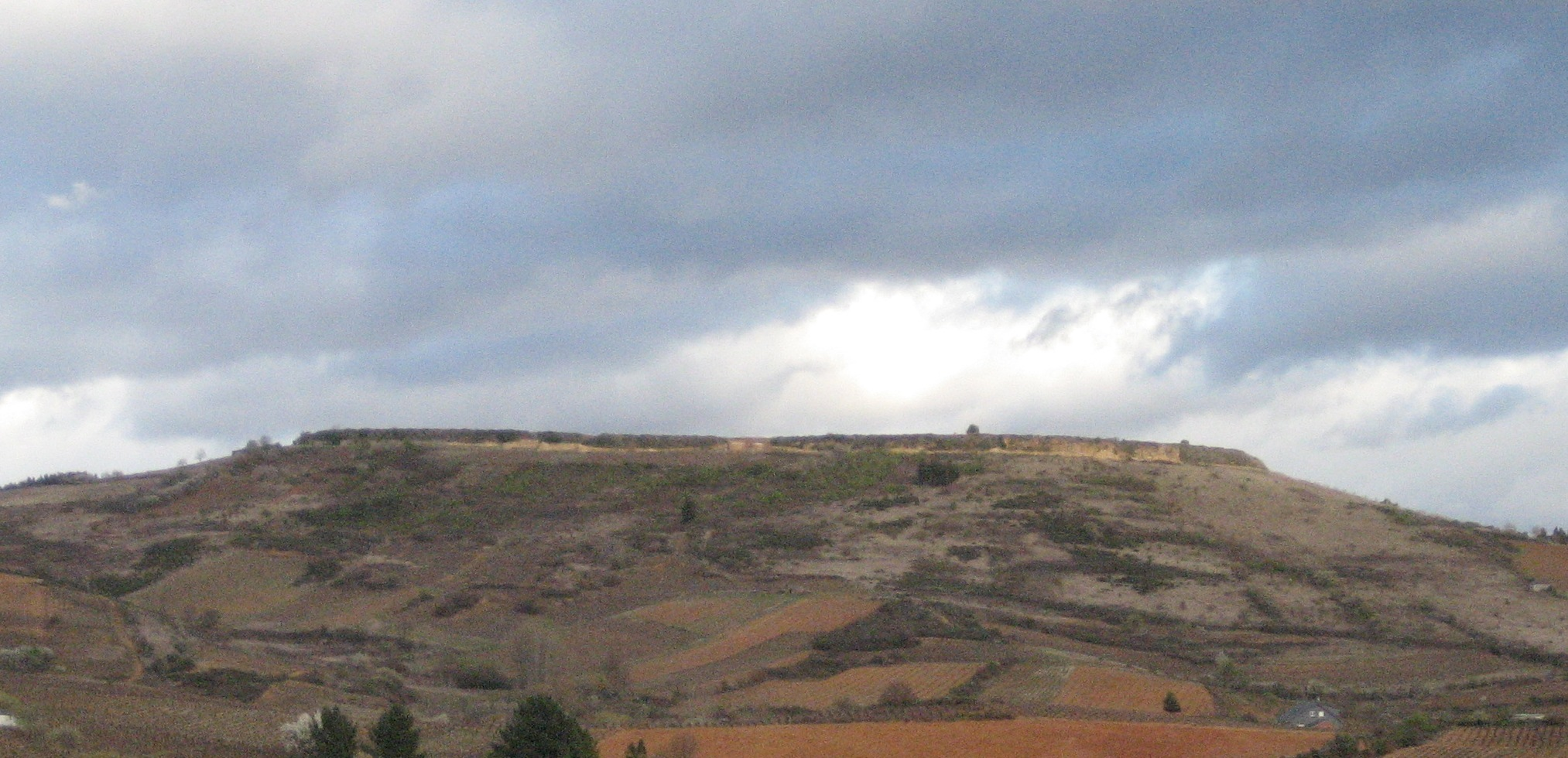
Castro Bergidum, muralla oeste. Castro prerromano que se cree dio origen al ser ocupado por los romanos a Cacabelos

Cacabelos cuenta con una amplia variedad de ofertas culturales, turísticas y gastronómicas, destacando sus fiestas patronales (La Pascua) y las ferias de mayo. Además, cuenta con el MARCA (Museo Arqueológico de Cacabelos), de reciente inauguración, en el que se pueden visitar diversos bienes patrimoniales de origen céltico y romano encontrados en el propio municipio a lo largo de la historia.
Es uno de los municipios leoneses en los que se habla, de forma minoritaria y reminiscente de otras épocas, el gallego, si bien la existencia documentada de leonesismos en la toponimia histórica y el léxico del municipio, supone para algunos autores una muestra de que habría predominado el elemento leonés inicialmente, viéndose posteriormente desplazado por el gallego, en un fluir propio de los diferentes momentos históricos.

## Ciudades hermanadas
La localidad de Cacabelos participa en la iniciativa de hermanamiento de ciudades promovida, entre otras instituciones, por la Unión Europea. A partir de esta iniciativa se han establecido lazos con la siguiente localidad:
|                   | País   | Localidad    |
| Bandera de Italia | Italia | Torano Nuovo |
| ----------------- | ------ | ------------ |